# Dorotheenstraße (Bad Homburg)

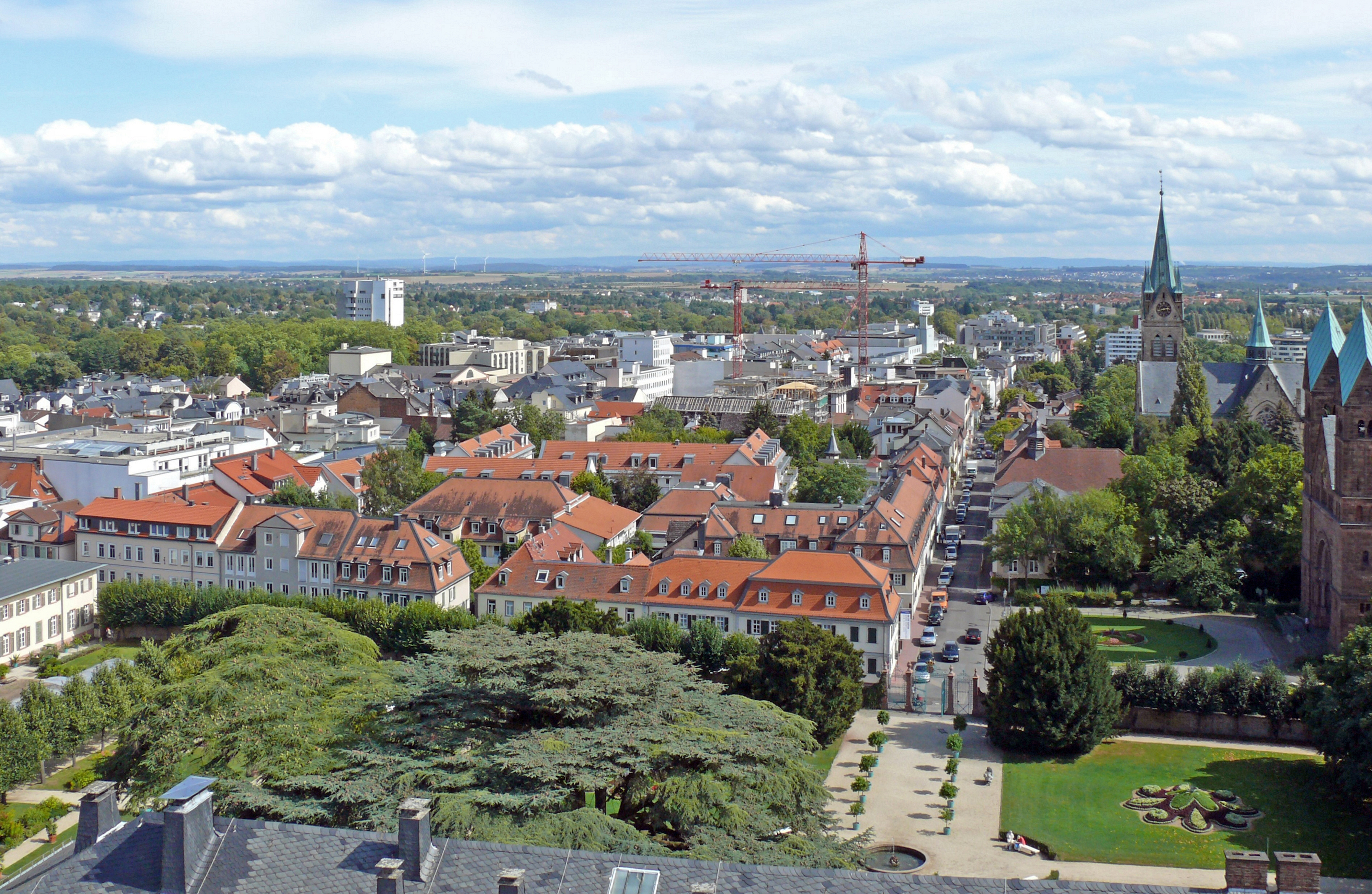
Blick vom Schloss auf die Dorotheenstraße und die Innenstadt, September 2009

Die Dorotheenstraße ist neben der Louisenstraße die Hauptachse der barocken Neustadt von Bad Homburg. Die beiden Hauptkirchen der Stadt und eine Vielzahl von denkmalgeschützten Häusern liegen an der Dorotheenstraße.

## Allgemeines
Die Dorotheenstraße beginnt am Portal des landgräflichen Schlosses und führt nach Südosten vorbei am Sinclair-Haus, der Erlöser-Kirche, der ehemaligen Jakobs-Kirche, der katholischen Kirche St. Marien und dem Alten Amtsgericht bis zur Thomasbrücke. Die Fortsetzung der Straße bis zum alten Bahnhof trägt den Namen Schöne Aussicht.
Die Dorotheenstraße ist die westliche Hauptachse der Neustadt, die sich von der Altstadt nach Südosten hin erstreckende Erweiterung Homburgs aus der Zeit des Barock. Die ursprünglich barocke Bebauung im oberen Teil der Louisenstraße ist teilweise noch erkennbar.
In der Louisenstraße sind 18 Gebäude als Einzeldenkmäler ausgewiesen. Siehe hier die Liste der Kulturdenkmäler in Bad Homburg vor der Höhe.

## Geschichte

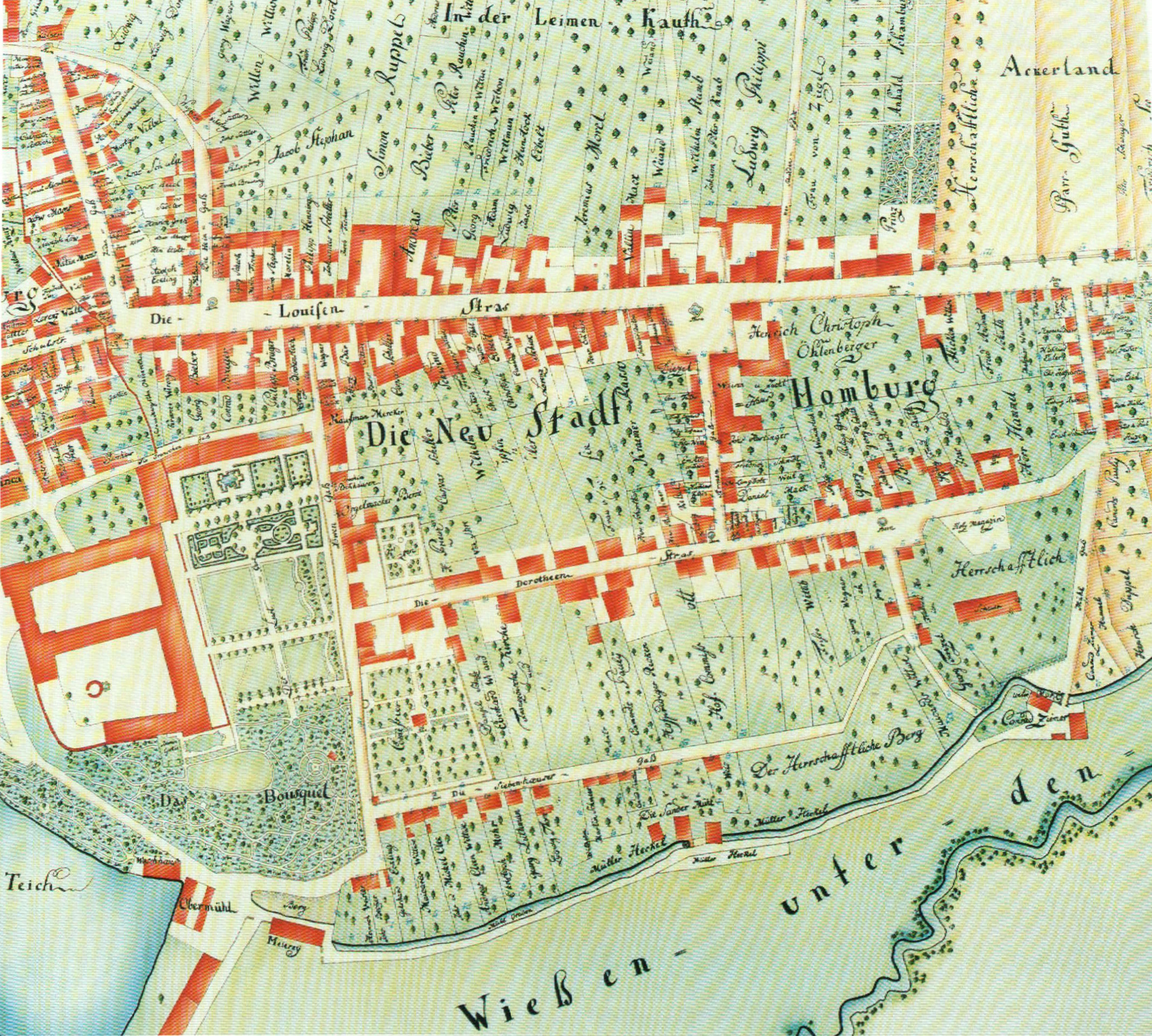
Bruch’scher Stadtplan von 1787

Ab dem Jahr 1684 wurde unter Landgraf Friedrich II. mit dem Bau der Neustadt begonnen. Die Neustadt wurde nach Friedrichs zweiter Frau, Luise Elisabeth von Kurland (1646–1690), Louisenstadt genannt. Im Gegensatz zu den verwinkelten, historisch gewachsenen Gassen der Altstadt, entstand in der Neustadt ein System rechtwinkliger Straßen nach einem einheitlichen Plan. Hauptachsen waren die parallel verlaufenden Straßen Louisenstraße und Dorotheenstraße. Die Dorotheenstraße erhielt ihren Namen zu Ehren der Schwiegertochter Landgraf Friedrich II., Landgräfin Dorothea von Hessen-Homburg (1676–1721).
Die Bebauung der Dorotheenstraße als der zweiten Straße der Neustadt setzte 1708 ein. Der Landgraf wünschte ein einheitliches Aussehen der Häuser. Diese sollten aus unverputztem Fachwerk bestehen, einheitlich mit rotem Biberschwanz gedecktes Mansarddach haben und der Eingang sollte jeweils in der Mitte des Hauses zur Dorotheenstraße hin liegen. Lediglich die ersten beiden Gebäude der Straße sollten durch Putz und einen Eingang von der Löwengasse her eine Sonderstellung haben. Um diese Vorgaben durchzusetzen, ließ der Landgraf die ersten 12 Häuser selbst erbauen und verkaufte sie anschließend. Die Dorotheenstraße wurde dadurch zu einem Wohnsitz für höhere Personen des Hofes und Honoratioren der Stadt.
1735 waren bereits 32 Häuser erbaut. 1860 wurde die Schöne Aussicht als Verlängerung der Dorotheenstraße angelegt.

## Verlauf

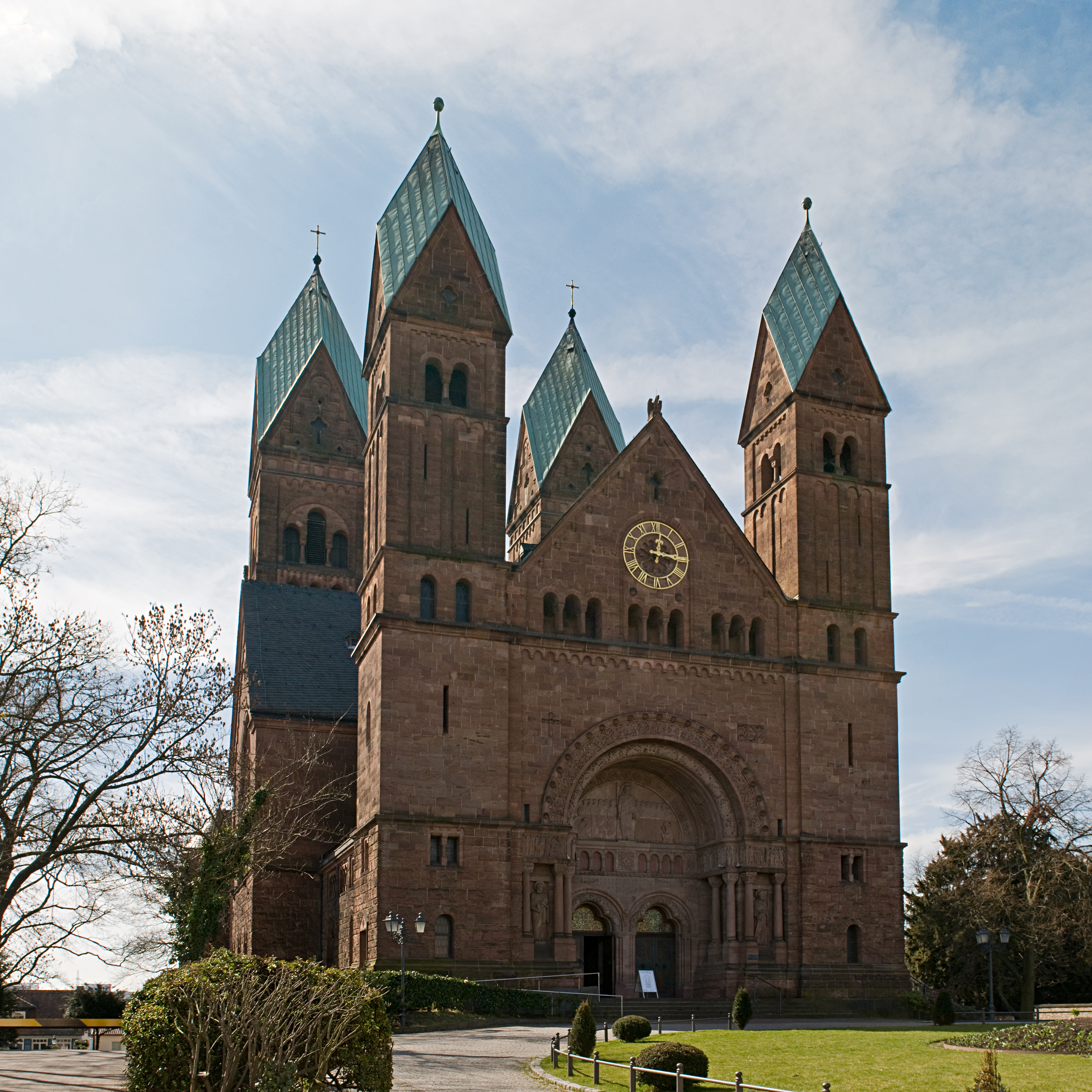
Erlöserkirche von der Dorotheenstraße aus gesehen

Die Straße beginnt an der Löwengasse – am Osttor des Bad Homburger Schlossgartens – und verläuft von Westnordwest nach Ostsüdost. Auf der Südseite beginnt die Dorotheenstraße mit der protestantischen Erlöserkirche, der Hauptkirche der Stadt. Das Nachbarhaus, Dorotheenstraße 3 ist seit 1930 Pfarrhaus bzw. Gemeindezentrum der Erlöserkirche. Das Haus Dorotheenstraße 5 wurde als französisch-reformierte Kirche erbaut, lange Zeit als Turnhalle genutzt und wird derzeit zum Ausstellungshaus umgebaut. Das Haus Dorotheenstraße 7 aus dem Jahr 1718 wurde vielfach umgebaut und steht daher nicht wie die Nachbargebäude unter Denkmalschutz. Es wurde von 1800 bis 1817 als Schulgebäude der französisch-reformierten Kirchengemeinde genutzt. Ein Schild an der Hauswand erinnert an den bekanntesten Bewohner des Hauses: Friedrich Rolle (1827–1887) lebte von 1862 bis zu seinem Tode 1887 in diesem Haus. Die Schwestern von der Göttlichen Vorsehung betrieben in der Hausnummer 9 seit Ende des 19. Jahrhunderts ein Krankenhaus. Ab 1920 bestand auch eine chirurgische Station. Ende der 1970er Jahre wurde das Krankenhaus wegen Nachwuchsmangel geschlossen. Das Haus wird vom Caritas-Verband und dem katholischen Kirchenbezirksamt Hochtaunus genutzt.
Im Jahr 1715 wurde das Haus Dorotheenstraße 11 als barockes Wohnhaus erbaut. Das zweigeschossige, fünfachsige Gebäude ist auch heute noch nahe am Originalzustand. Die Schwestern von der Göttlichen Vorsehung betrieben hier einen Kindergarten und ein Altenheim. Es wird heute als katholischen Bezirksbüro (Bischof-Ketteler-Haus) genutzt. Das Haus Dorotheenstraße 13/15 ist ein barocker Ursprungsbau von 1715 mit in originaler Disposition, in Frontmitte, befindlichem Eingang. Es handelt sich um das Pfarrhaus der katholischen Kirchgemeinde.
Die katholische Kirche St. Marien liegt gegenüber der Straßenflucht deutlich nach hinten versetzt und bildet so einen freien Platz.

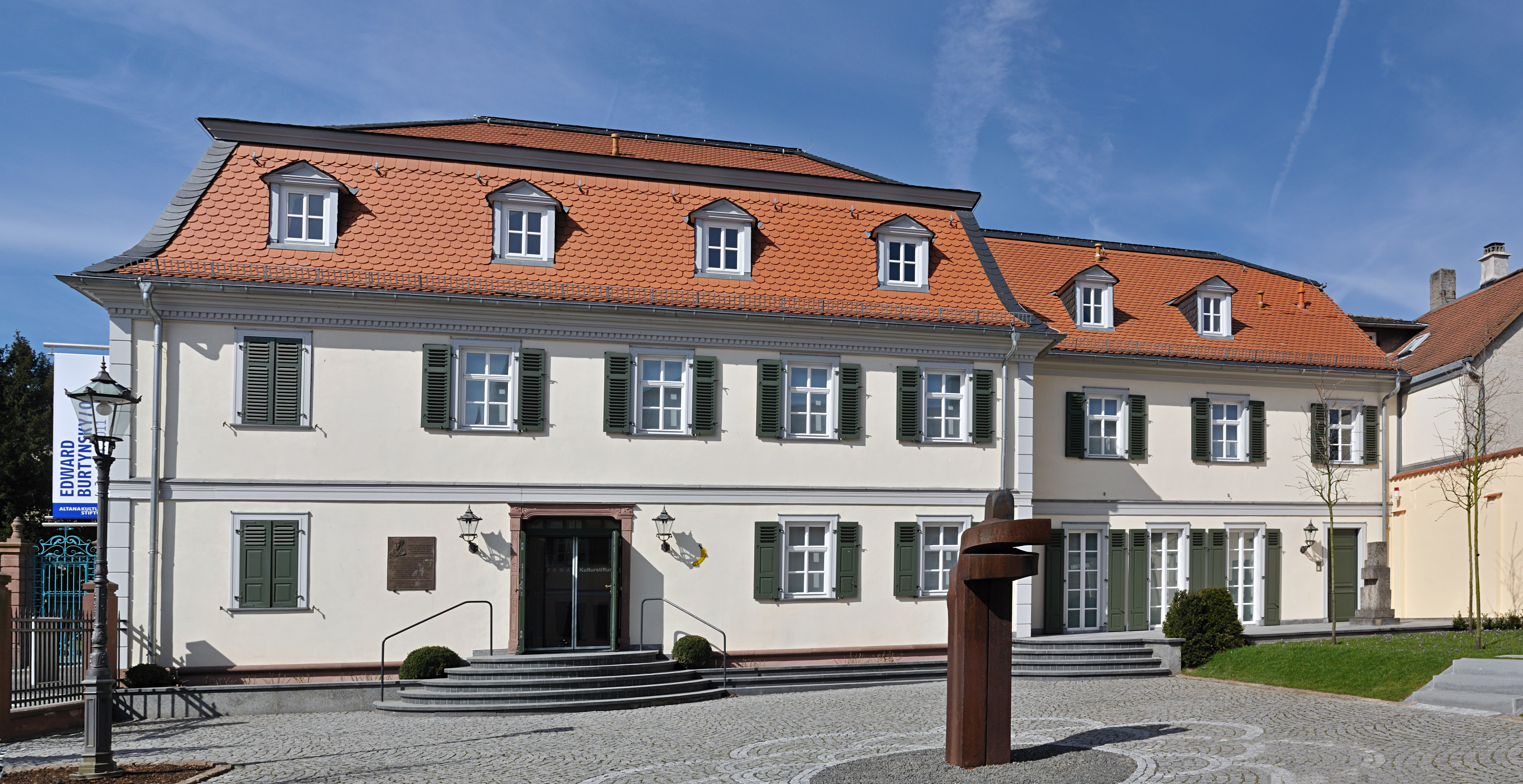
Museum Sinclair-Haus

Das Doppelhaus 25/27 ist ein zweigeschossiges in verputztem Fachwerk erstelltes Wohnhaus mit gaubenbesetztem Mansardwalmdach. Als gut erhaltenes Beispiel der barocken Ursprungsbebauung der Dorotheenstraße steht es unter Denkmalschutz.
Auch das folgende Doppelhaus mit der Nummer 29/31 steht unter Denkmalschutz. Es bildet die westliche Begrenzung des Fried-Lübbecke-Platzes. Dieser Platz entsteht durch die Abzweigung der Straße Am Mühlberg. Er wurde ursprünglich als Brunnenplatz genutzt und ist heute ein mit zwei Bäumen bepflanzter Platz, der nach Fried Lübbecke benannt ist. Südlich wird der Platz mit dem denkmalgeschützten Haus Am Mühlberg 1 und östlich durch das denkmalgeschützte Doppelhaus Dorotheenstraße 33/35 begrenzt. Dieses 1843 erbaute verputzte Wohnhaus, gehört zur zweiten, um 1850 fertiggestellten Ausbauphase der Dorotheenstraße. Durch seine Lage und Baukonzept vollendete sich mit ihm die im Barock begonnene Gestaltung der Straßenerweiterung.
Aus der gleichen Zeit stammen die beiden letzten denkmalgeschützten Häuser der Südseite: 1846 wurde die Nummer 43 erbaut. Nach dem Abbruch des Hauses Nr. 49 im Jahr 1965 ist die Nummer 47 Endhaus des südöstlichen Straßenzugs.
Auf der Nordseite steht, an der Ecke Löwengasse 15, das Sinclair-Haus. Nach einem Innenhof folgt das denkmalgeschützte Haus Nummer 2–4. Dieses um 1770 errichtetes Wohnhaus mit Mansarddach weist eine langgezogene, siebenachsige Fassade auf. Der ehemalige Wohnsitz (von 1784 bis 1815) des Isaac von Sinclair befand sich an der Stelle des jetzigen Hauses Nummer 6, woran eine Gedenktafel erinnert.

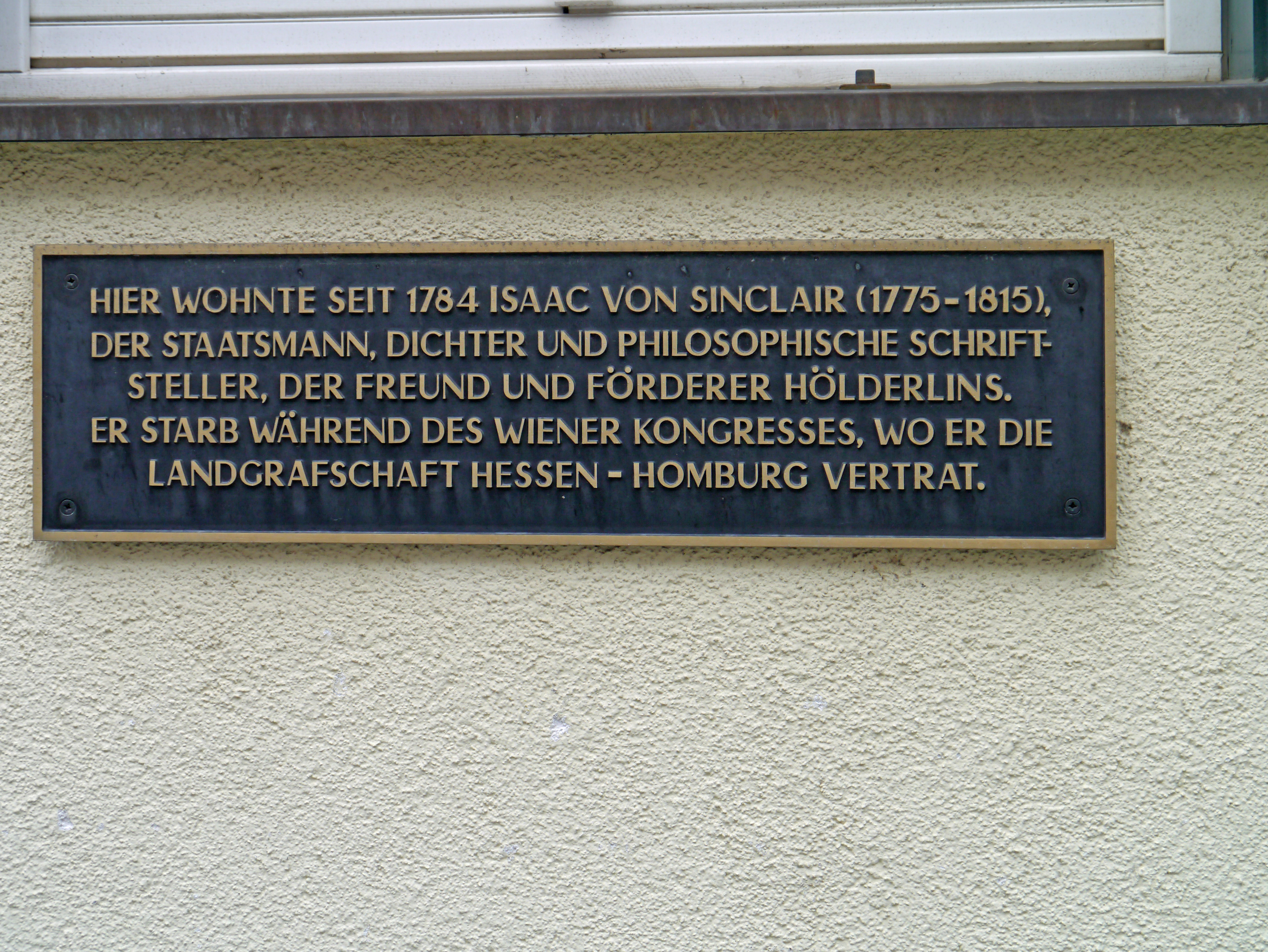
Gedenktafel zu Isaac von Sinclair

Die Häuser Dorotheenstraße 8 und 10 weisen eine spannende Geschichte aus. Sie wurden als Apotheke, als Hutfabrik Möckel (hier wurde der weltberühmte Homburg erfunden) und als Wohnhaus genutzt. Das Haus Dorotheenstraße 12 war das Wohnhaus von Louis Jacobi. Die Fassade wurde von ihm mit einer Inkrustation aus Kieselsteinen überzogen.
Im Haus Dorotheenstraße Nummer 34 lebte von 1804 bis 1805 der Dichter Friedrich Hölderlin.